# Dyviksmaren
Dyviksmaren är en sjö i Tyresö kommun i Södermanland och ingår i Norrström-Tyresåns kustområde. Sjön har en area på 0,0439 kvadratkilometer och ligger 3 meter över havet.

## Delavrinningsområde
Dyviksmaren ingår i det delavrinningsområde (656805-164687) som SMHI kallar för Rinner mot Ällmorafjärden. Medelhöjden är 34 meter över havet och ytan är 3,72 kvadratkilometer. Det finns inga avrinningsområden uppströms utan avrinningsområdet är högsta punkten. Avrinningsområdets utflöde mynnar i havet, utan att ha någon enskild mynningsplats. Avrinningsområdet består mestadels av skog (48 procent). Avrinningsområdet har 0,13 kvadratkilometer vattenytor vilket ger det en sjöprocent på 3,5 procent. Bebyggelsen i området täcker en yta av 1,81 kvadratkilometer eller 49 procent av avrinningsområdet.